# Maya Di Rado
Madeline Jane Di Rado (conocida como Maya Di Rado; Santa Rosa, 5 de abril de 1993) es una deportista estadounidense que compitió en natación.
Participó en los Juegos Olímpicos de Río de Janeiro 2016, obteniendo cuatro medallas, oro en 200 m espalda y 4 × 200 m libre, plata en 400 m estilos y bronce en 200 m estilos.
Ganó una medalla de plata en el Campeonato Mundial de Natación de 2015 y dos medallas en el Campeonato Pan-Pacífico de Natación de 2014.
Estudió el grado de Ciencias e Ingeniería de Gestión y el máster en Administración de Empresas en la Universidad Stanford.

## Palmarés internacional
| Juegos Olímpicos        | Juegos Olímpicos        | Juegos Olímpicos  | Juegos Olímpicos |
| Año                     | Lugar                   | Medalla           | Prueba           |
| ----------------------- | ----------------------- | ----------------- | ---------------- |
| 2016                    | Río de Janeiro (Brasil) | Medalla de oro    | 200 m espalda    |
| 2016                    | Río de Janeiro (Brasil) | Medalla de oro    | 4 × 200 m libre  |
| 2016                    | Río de Janeiro (Brasil) | Medalla de plata  | 400 m estilos    |
| 2016                    | Río de Janeiro (Brasil) | Medalla de bronce | 200 m estilos    |
| Campeonato Mundial      |                         |                   |                  |
| Año                     | Lugar                   | Medalla           | Prueba           |
| 2015                    | Kazán (Rusia)           | Medalla de plata  | 400 m estilos    |
| Campeonato Pan-Pacífico |                         |                   |                  |
| Año                     | Lugar                   | Medalla           | Prueba           |
| 2014                    | Gold Coast (Australia)  | Medalla de oro    | 200 m estilos    |
| 2014                    | Gold Coast (Australia)  | Medalla de plata  | 400 m estilos    |